# George Barnes
George Barnes (Pasadena, 16 de outubro de 1892 — Los Angeles, 30 de maio de 1953) foi um diretor de fotografia estadunidense. Venceu o Oscar de melhor fotografia na edição de 1941 por Rebecca.